# Утробин, Борис Иванович
Борис Иванович Утробин (14 (27) декабря 1908 года, Кустанай — 11 августа 1987 года, Ленинград) — советский военный деятель, контр-адмирал, участник Великой Отечественной войны.

## Биография
Борис Иванович Утробин родился 14 декабря 1908 года в городе Кустанае (ныне — Костанай, Казахстан). В 1928 году окончил военизированные курсы радиолюбителей при Ленинградской военной школе связи, в 1931 году — первый курс Ленинградского электротехнического института. В 1931 году Утробин был призван на службу в Рабоче-Крестьянскую Красную Армию. В 1933 году окончил Ленинградскую военную школу связи, после чего продолжил службу в рядах Военно-морского флота СССР. Служил в подразделениях связи Балтийского флота. В июле 1937 года поступил на факультет связи Военно-морской академии имени К. Е. Ворошилова. Завершил обучение в июле 1941 года.
После окончания академии Утробин был направлен в действующую армию, был зачислен в распоряжение командира Кронштадтской военно-морской базы Балтийского флота. Участвовал в организации оборонительных рубежей и переправы на реке Нарве. В сентябре 1941 года был назначен помощником начальника отдела связи штаба Морской обороны Ленинграда и Озёрного района. С октября 1941 года возглавлял отдел связи Управления артиллерии Балтийского флота. Во время блокады Ленинграда руководил связью службы наблюдения и контрбатарей. Все свои богатые технические знания отдавал делу вооружения флотов новейшей аппаратурой радиосвязи. Под его участие вводились новые образцы радиодокументов, составлены схемы радиосвязи боевых операций. В сентябре 1944 года возглавил 4-й отдел Управления связи Военно-морского флота СССР. В составе опергруппы Наркомата Военно-морского флота Утробин участвовал в обеспечении проведения Ялтинской конференции. С февраля 1945 года был заместителем начальника отдела связи Балтийского флота. Помимо боевой работы, большое внимание уделял вопросам боевой подготовки, совершенствованию организации флотской связи, отработке взаимодействия кораблей, авиации и береговой обороны.
После окончания войны продолжал службу в Военно-морском флоте СССР. В 1950—1952 годах возглавлял Управление связи Военно-морских сил СССР. С февраля 1952 года — на преподавательской работе, возглавлял факультет связи Военно-морской академии кораблестроения и вооружения. В октябре 1959 года был уволен в запас. Жил в Ленинграде, работал инженером-конструктором в конструкторском бюро.
Умер 11 августа 1987 года, похоронен на Серафимовском кладбище Санкт-Петербурга.

## Награды
- Орден Ленина (30.12.1956);
- Орден Красного Знамени (27.12.1951);
- Орден Нахимова 2-й степени (27.02.1946);
- Орден Отечественной войны 1-й степени (06.04.1985);
- Орден Отечественной войны 2-й степени (28.05.1945);
- Орден Красной Звезды (05.01.1946);
- Орден «Знак Почёта» (14.06.1942;
- Медали «За боевые заслуги» (03.11.1944), «За оборону Ленинграда» и др.